# Лепковский, Тадеуш
Тадеуш Лепковский (пол. Tadeusz Łepkowski; 21 января 1927 — 16 декабря 1989) — польский историк.

## Биография
Родился в Вильнюсе. В 1949 году окончил исторической факультет Варшавского университета, а затем стал редактором в варшавских книжных издательствах. С 1953 года работал в Институте истории Польской академии наук. В 1972–1984 главный редактор исторического научного журнала «Acta Latinoamericanos», 1972–1944 гл. редактор научного журнала «Acta Poloniae Historica», 1982–1987 гл. редактор нелегального журнала «Myśl Niezależna».
Был членом Союза польской молодёжи, Польской объединённой рабочей партии, профсоюза «Солидарность».
Его дочь — Илона Лепковская, сценаристка.

## Научная деятельность
Доктор (1955), хабилитированный доктор (1960), экстраординарный профессор (1967), ординарный профессор (1978).

### Основные труды
- Początki klasy robotniczej Warszawy (1956)
- Warszawa w powstaniu listopadowym (1957)
- Przemysł warszawski u progu epoki kapitalistycznej 1815-1868 (1960)
- Walki powstańcze 1830-1831 (1960, 1964, 1969)
- Haiti. Początki państwa i narodu (1964)
- Polska — narodziny nowoczesnego narodu 1764-1870 (1967, 2003)
- Piotr Wysocki (1972, 1981)
- Polska — Meksyk 1918-1939 (1980)
- Zamachy stanu, przewroty, rewolucje. Ameryka Łacińska w XX w. (1983)
- Powstanie listopadowe (1987)
- Rozważania o losach polskich (1987)
- Narody i nacjonalizmy (1990)